# Фрай, Уильям Генри (резчик по дереву)
Уильям Генри Фрай (англ. William Henry Fry; 1830—1929) — американский резчик по дереву и позолотчик.

## Биография
Родился 5 февраля 1830 года в английском городе Бат.
В 1849 году переехал в США в город Цинциннати, штат Огайо, чтобы работать в магазине, которым владел его отец — Генри Фрай (Henry Lindley Fry), также занимавшийся резьбой по дереву. Обучившись у отца этому искусству, Уильям стал продавать свои работы и обучать резьбе цинциннатцев. Многие из его деревянных изделий можно увидеть в Художественном музее Цинциннати.
Умер 26 декабря 1929 года в Цинциннати. Был похоронен на кладбище Evergreen Cemetery местечка Майамивилл, штат Огайо.
Был женат на Мэри Фрай (Mary Ann Dobson Fry), в семье родились дети: Лаура (1857—1943), Гарольд (1868—1949), Николас (1871—1938).